# Єрещенко Віктор Олексійович
Віктор Олексійович Єрещенко (18 лютого 1911, Верхні Сірогози, нині Верхньорогачицька селищна громада Каховського району Херсонської області, Україна — 26 липня 1970, Москва) — радянський контрадмірал (1953). Командир охорони військового району військово-морської бази в місті Одеса (1945-1946).

## Життєпис
Народився 18 лютого 1911 в українській родині в селі Верхні Сірогози, нині Верхньорогачицька селищна громада Каховського району Херсонської області, Україна. Закінчив Українську військово-підготовчу школу імені М. В. Фрунзе у місті Полтава (10.1926—10.1929), Військово-Морське училище ім. М. В. Фрунзе (10.1929-11.1933).
Служив на посадах: Штурмана сектору СККС ВМС РСЧА (11.1934-7.1935), Командир-штурман групи ПА № 11 БПЛ (11.1933-3.1934), штурман сектору ПА «Д-4» (3-11.1934), ЕМ «Дзержинський» (7.1935-10.1936), помічник командира ЕМ (10.1936-6.1937), ЕМ «Бодрий» (6-12.1937), командир артилерійського сектору КР «Молотов» (12.1937-3.1938), помічник начальника 1-го оперативного відділу (3.1938-3.1939), начальник 2-го відділення оперативно-тактичної підготовки 1-го відділу штабу ЧФ з квітня 1939 року.
Брав участь у розробці Керченсько-Феодосійської десантної операції 1941—1942 і висадці десанту на Керченський півострів, командир зв'язку від командувача Чорноморського флоту у штабі Закавказького фронту. Історіограф оперативного відділу штабу флоту (3-5.1942). Командир-оператор 4-го відділу ОУ ГМШ (5.1942-4.1943). Начальник 1-го оперативного відділу (4.1943-4.1944).
Під час десантної операції у порт Новоросійськ перебував у складі ОГ штабу Північно-Кавказького фронту на Керченському півострові. Особисто розробляв і планував наступальні дії флоту на узбережжя, зайняті противником, і навіть операції у його морських комунікаціях. Заступник начальника оперативного відділу, він же начальник оперативно-планового відділу штабу флоту (4.1944-3.1945), командир охорони військового району військово-морської бази в місті Одеса, Північно-західний морський оперативний район (3.1945-4.1946).
З квітня 1946 р. заступник начальника штабу Північно-Західного МОР. У січні 1948 р. призначений начальником 5-го відділу (устрою служби) штабу Чорноморського флоту, у січні 1949 р. — начальником Відділу БП, у листопаді 1951 р. — начальником Організаційного управління штабу Чорноморського флоту. У жовтні 1954 р. призначений заступником командувача ЧФ зі стройової частини. З лютого 1956 р. заступник начальника Каспійського ВВМУ ім. С. М. Кірова з навчальної роботи. З січня 1957 р. начальник устрою служби Військово-морського флоту СРСР. З липня 1969 р. — у відставці через хворобу.

## Нагороди та відзнаки
- Орден Леніна (1951),
- Орден Червоного Прапора (1946),
- Орден Нахімова II ст. (1944),
- Орден Вітчизняної війни I ст. (1943),
- Два ордени Червоної Зірки (1944).